# Jean-François Mocquard
Pour les articles homonymes, voir Mocquard.
Jean-François Constant Mocquard, né à Bordeaux le 11 novembre 1791 et décédé à Paris 1er le 9 décembre 1864, est un avocat, écrivain, diplomate, sous-préfet et homme politique  français.
Il est chef de cabinet de Napoléon III (1848-1864) et sénateur (1863-1864).

## Biographie
Jean-François Mocquard est par son père issu d'une famille de négociants de Saint-Domingue et par sa mère descendant du comte Roger de Bussy-Rabutin, cousin de Madame de Sévigné et auteur de Histoire amoureuse des Gaules.
Après une brillante scolarité, il poursuit des études de droit à Paris et entre dans la diplomatie. En 1812, à peine âgé de 21 ans, il est nommé secrétaire de légation à Wurtzbourg avant d'être nommé chargé d'affaires (1813). La même année il quitte la diplomatie pour devenir avocat.
Sous la Restauration, il rejoint l'opposition libérale et plaide en tant qu'avocat pour les quatre sergents de La Rochelle (1822) et dans l'affaire de l'Épingle noire. Certaines de ses plaidoiries seront publiées. Une maladie du larynx le contraint à abandonner la carrière d'avocat et à prendre une retraite prématurée.
Nommé sous-préfet à Bagnères-de-Bigorre sous la Monarchie de Juillet, il démissionne en 1839 par désaccord avec la politique du gouvernement. Identifié comme bonapartiste, il entretient des liens d'amitiés avec la famille Bonaparte depuis 1817, précisément avec la Reine Hortense rencontrée à Arenenberg, et avec son fils Louis-Napoléon.
En 1840, il rejoint le prince Louis-Napoléon Bonaparte à Londres puis prend alors la direction de Le Commerce, un journal bonapartiste. Il rend visite au prince lors de son enfermement à la prison de Ham et le représente officiellement à Paris.

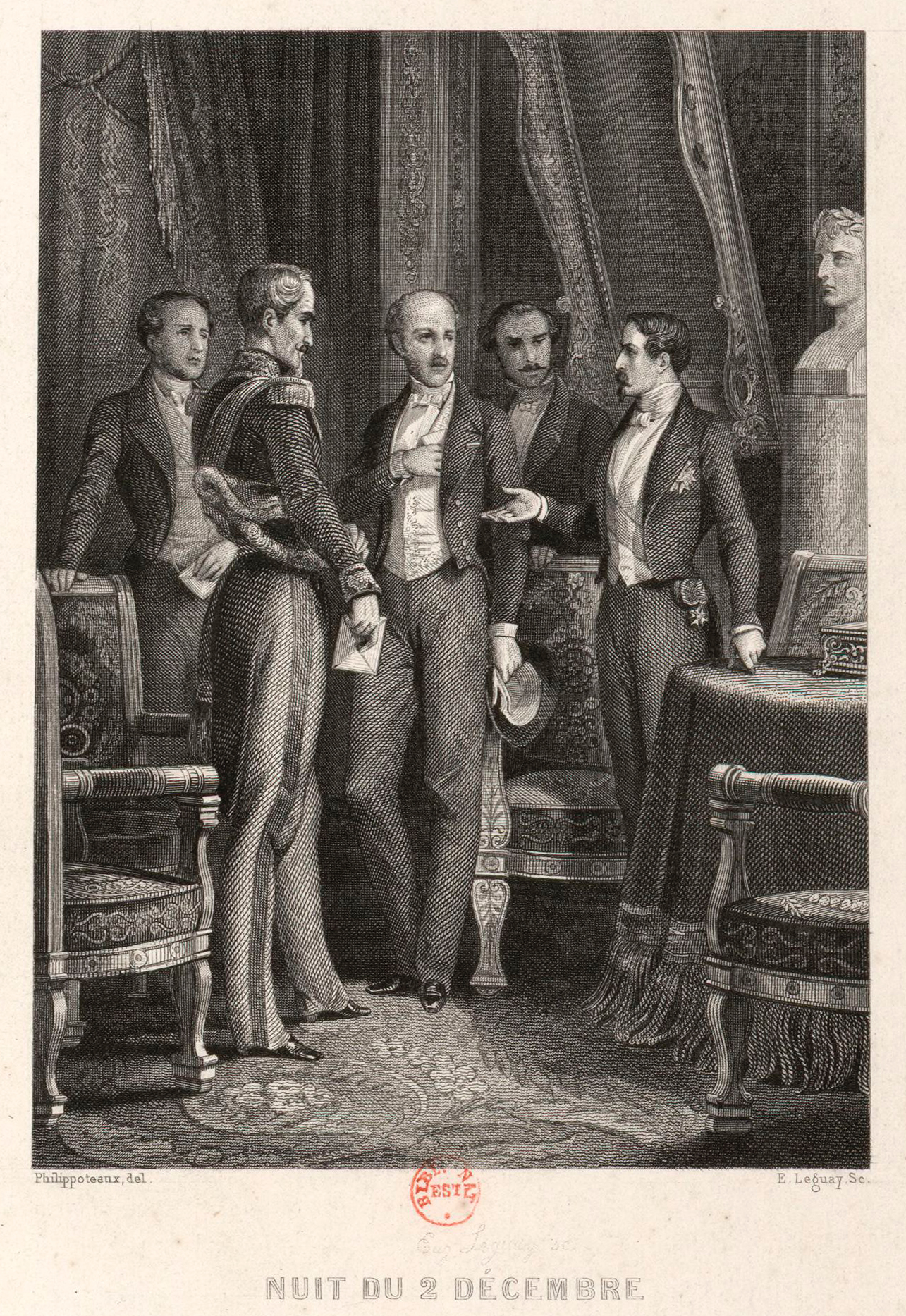
Nuit du 2 décembre 1851. Tout à gauche, Mocquard tient la liste des personnes à arrêter (gravure de Leguay d'après Philippoteaux).

En 1848, il est membre de l'équipe de campagne présidentielle de Louis-Napoléon Bonaparte et devient son secrétaire particulier puis son chef de cabinet après son élection à la présidence de la république française. Il participe à la préparation du coup d'État du 2 décembre 1851 en rédigeant le décret de dissolution de l'assemblée nationale, la proclamation à l'armée et celle au peuple. Pendant la décennie 1850, il rédige plusieurs grands discours de l'Empereur Napoléon III et traite de sa correspondance. Sa demeure de Montretout à Saint-Cloud lui est offerte par Napoléon III.
Promu Commandeur de la Légion d'honneur, Mocquart devient sénateur du Second Empire le 27 mai 1863. Il siège à la Chambre haute jusqu'à sa mort, survenue le 9 décembre 1864. 
C'est Charles Étienne Conti qui lui succède dans les fonctions de chef de cabinet de l'Empereur
Il est enterré au cimetière de Montmartre, cadastre 45, division 31.

## Publications
- Jessie , Paris, 1861, E. Dentu, 274 p. lire en ligne sur Gallica
- Les nouvelles causes célèbres, 1847